# Šírkúh
Asad ad-Dín Šírkúh bin Šádhí (persky شیرکوه‎ – lev hor, zemřel 1169) byl kurdský válečník a významný vojevůdce ve službách sultána Núr ad-Dína a strýc slavného sultána Saladina.
Šírkúh pocházel z kurdské vesnice v Arménii nedaleko města Dvin. Jeho otcem byl Šándhí bin Marwan a bratr Nadžm ad-Dín Ajjúb, následník ajjúbovské dynastie. Rodina byla blízce spřízněna s rodem Šaddadovců, a když byl poslední Šaddadovec roku 1130 ve Dvinu sesazen, Šándhí odešel s rodinou do Bagdádu a později do Tikrítu, kde byl místním správcem Bihruzem jmenován guvernérem. Když Šándhí nedlouho poté zemřel, Ajjúb se stal jeho nástupcem ve funkci guvernéra Tikrítu. Když Šírkúh zabil roku 1138 jednoho křesťana, se kterým měl spory, byl Šírkúh a jeho bratr Ajjúb donuceni uprchnout. Později Šírkúh se připojil k armádě Zengího, atabega z Mosulu a později, po jeho smrti, vstoupil do služeb Zengího syna Núr ad-Dína, který vládl v Aleppu. Núr ad-Dín poté svěřil Šírkúhovi město Homs, čímž se Šírkúh stal Núr ad-Dínovým vazalem. Bratr Ajjúb zatím spravoval město Baalbek a později i Damašek, když roku 1154 Ajjúb a Šírkúh vyjednali kapitulaci města ve prospěch svého pána Núr ad-Dína.
Roku 1163 přesvědčil Šírkúh Núr ad-Dína, aby vyhověl žádosti sesazeného egyptského vezíra Šávara, který jej žádal o vojenskou pomoc. Šírkúh následně i se Šávarem vstoupil do fátimovského Egypta a Šávara dosadil zpět do úřadu vezíra. Šávar se však chtěl nyní Šírkúha zbavit, aby neohrožoval jeho suverenitu, spojil se proto s jeruzalémským králem Amaurym I., který Šírkúhovu armádu oblehl v pevnosti Bilbajs. Núr ad-Dín však na křižáky zaútočil v severní Sýrii a Amaury se musel stáhnout. Šírkúh poté spěšně odtáhl zpět do Damašku.
Roku 1167 se Šírkúh, se svolením Núr ad-Dína do Egypta vrátili a Šávar se opět proti němu spojil s jeruzalémským králem. Šírkúh obsadil Alexandrii, kde ho křižáci a Egypťané obklíčili. Nakonec se obě strany dohodly a Šírkúh s Turky odešel z Egypta.
Na podzim roku 1168 napadli křižáci Egypt a tentokrát vezír Šávar žádal o pomoc Núr ad-Dína. Ten opět neváhal a vyslal Šírkúha, který obsadil Káhiru. křižáky se mu podařilo odrazit a tentokrát se rozhodl, nenechat se z Egypta vypudit. nechal proto Šávara popravit sám se prohlásil vezírem. Ale již v březnu 1169 na následky přejedení Šírkúh zemřel. Jeho nástupcem ve funkci egyptského vezíra se stal syn jeho bratra Ajjúba Saladin.